# Св. св. Константин и Елена (Негрево)
„Св. св. Константин и Елена“ (на македонска литературна норма: „Св. св. Константин и Елена“) е възрожденска православна църква в малешевското село Негрево, Северна Македония. Част е от Струмишката епархия на Македонската православна църква – Охридска архиепископия. Изградена е в 1858 година.
Представлява базилика с полукръгла апсида на изток. От западната и южната страна е дограден отворен притвор. Входът е от западната страна, като има вход и от южната страна. Над главния вход има запазен ктиторски надпис с година 1858 година и имината на майсторите. На южната страна има пет прозореца. Прозорец има и на източния зид над апсидата. Във вътрешността има оригинален касетиран дървен таван. Иконостасът също е оригинален възрожденски.